# 今井晶也
今井 晶也（いまい まさや、1983年 - ）は、日本の実業家、営業の研究者・コンサルタント、セールスエバンジェリスト、作家。 

## 経歴
- 1983年東京都に生まれ、群馬県で育つ。
- 2008年3月 株式会社セレブリックスホールディングス（現 株式会社セレブリックス）に入社。営業代行・営業コンサルティングを行う部門にておよそ100社の営業支援に携わった後、マーケティング部門、採用部門の立ち上げに携わる。2021年4月に同社セールスカンパニーの執行役員に就任。
- 2023年
  - 9月 一般社団法人生成AI普及委員会の協議員に選出[1]。
  - 11月 法人営業・新規営業の研究調査機関であるセレブリックス営業総合研究所を立ち上げ、研究所所長に就任[2]。

## 著書

### 単著
- 『セールス・イズ 科学的に「成果をコントロールする」営業術』扶桑社、2021年8月
- 『お客様が教えてくれた「されたい」営業』フォレスト出版 、2022年7月
- 『The Intelligent Sales ⁻AIを活用した最速・最良でクリエイティブな営業プロセス⁻』翔泳社、2024年4月

### 共著
- 『マンガで学ぶ！ 営業の超基本』フローラル出版、2022年2月
- 『現場のプロが教える! BtoBマーケティングの基礎知識』マイナビ出版、2022年4月

## メディア出演
- 「ForbesJAPAN」 BtoB営業の常識が変わる インテントセールスがもたらす新しい未来
- 「ForbesJAPAN」 真のデジタルマーケターを育てるには何が必要か 3,000人超を育成したプロにすべてを聞く
- 「DIAMOND online」営業でテレアポは悪？「インサイドセールスは正義」が大誤解な理由
- 「DIAMOND online」オンライン営業で「仲良くなるための雑談」は不要？本当に必要な会話の切り口
- 「DIAMOND online」成果を出すセールスパーソンが「コロナで“会えない”時代」に新規顧客とつながる4つの方法
- 「JobPicks」セールスのプロが教える「売れる営業」の5ステップ
- 「ツギノジダイ」中小企業の新規開拓営業の要点とは